# Kyffin Williams

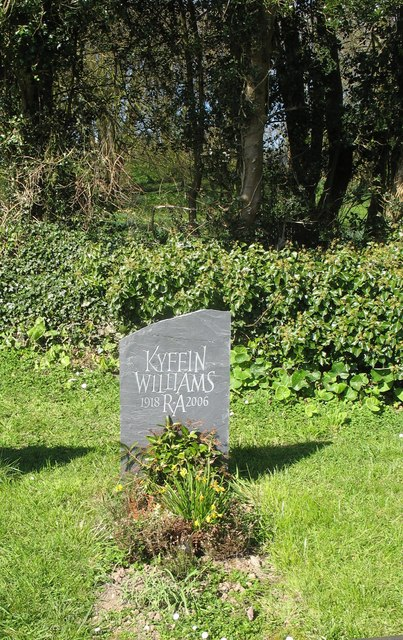
Hrob Kyffina Williamse na hřbitově kostela svaté Marie ve vesnici Llanfair-yng-Nghornwy

Kyffin Williams, celým jménem John Kyffin Williams (9. května 1918 – 1. září 2006) byl velšský malíř.

## Život
Narodil se ve městě Llangefni na ostrově Anglesey v severozápadním Walesu. V roce 1937 se stal poručíkem v šestém praporu Royal Welch Fusiliers. V roce 1941 měl nastoupit do Britské armády, kam se však z důvodu epilepsie nedostal. Lékař mu doporučil, aby se věnoval umění. Téhož roku se zapsal na londýnskou uměleckou školu Slade School of Fine Art. Později se věnoval také pedagogické činnosti, mezi jeho žáky patřili historik Martin Gilbert, skladatelé John Tavener a John Rutter nebo výtvarník Patrick Procktor. V roce 1968 získal stipendium Winstona Churchilla a odjel studovat a malovat do Y Wladfa, velšské oblasti v Patagonii. V letech 1969 až 1976 byl prezidentem Royal Cambrian Academy of Art. Roku 1995 získal cenu Glyndŵr. Roku 1982 se stal důstojníkem Řádu britského impéria, roku 1999 byl povýšen na rytíře. Ke konci života trpěl rakovinou plic. Zemřel v roce 2006 ve věku 88 let v obci Llanfairpwllgwyngyll. Velšský zpěvák James Dean Bradfield mu věnoval píseň „Which Way to Kyffin“ ze svého alba The Great Western.